# 福義軒食品
福義軒食品廠有限公司（英語：Fuyishan，簡稱：福義軒食品），在臺灣嘉義地區以手工蛋捲聞名，其店舖是創立於1951年，而公司則成立於1992年11月4日，至今已累積多年的製作蛋捲經驗，其公司地址在嘉義市西區。福義軒食品早期是以生產手工蛋捲起家，後來另生產薄餅系列的餅乾，為了向外擴展市場，現在已經向香港、新加坡、美國、澳洲、南非、加拿大等國家銷售旗下食品。

## 外部連結
- 福義軒食品公司官網 （页面存档备份，存于）